# Robert II de Beaumont
Pour les articles homonymes, voir Robert II, Robert de Beaumont et Bossu (homonymie).
Robert II de Beaumont dit le Bossu (1104 – 5 avril 1168), deuxième comte de Leicester, fut un important baron anglo-normand et un justicier d'Angleterre.

## Biographie

### Début de carrière
Il est le fils de Robert de Beaumont († 1118), comte de Meulan et 1er comte de Leicester, et d'Élisabeth de Vermandois, fille d'Hugues le Grand. Il est le frère jumeau de Galéran IV de Meulan, et le demi-frère utérin de Guillaume III de Warenne, le 3e comte de Surrey. On ne sait s'ils étaient de vrais jumeaux, mais Galéran semble être l'aîné, car il hérite des possessions de sa mère à Elbeuf, et qu'il a le contrôle des mariages de ses sœurs.
Adolescents, les deux frères sont adoptés par la cour royale peu après la mort de leur père (1118). Le roi confie leurs terres à un groupe de gardiens, notamment leur beau-père Guillaume II de Warenne et Néel d'Aubigny. Ils accompagnent le roi Henri Ier Beauclerc en Normandie, à l'occasion d'une rencontre avec le pape Calixte II, en 1119. Les deux frères engagèrent un débat philosophique avec les cardinaux, preuve de leur haute éducation sous la tutelle d'Henri,.

### Sous le règne d'HenriIer
En 1120, les frères sont adoubés, et Robert reçoit son héritage. Il rentre en possession des possessions anglaises et du titre de comte de son père, soit essentiellement le comté de Leicester, et Galéran des possessions et titres franco-normands, notamment le titre de comte de Meulan. En 1121, la faveur royale apporte à Robert l'honneur de Breteuil-sur-Iton, par le mariage avec Amicie de Montfort, fille de Raoul II de Gaël. Le protégé d'Henri Ier passe la décennie à essayer d'intégrer les turbulents et indépendants seigneurs de l'honneur normand dans le grand complexe de ses États.
Robert ne se joint pas à la rébellion de son frère Galéran contre Henri Ier en 1123-1124. Au contraire de son frère, tout au long du règne d'Henri Ier, il se comporte comme un courtisan et reste loyal au roi. Il apparaît par intermittence à la cour royale malgré l'emprisonnement de son frère, mais il faut préciser que leur sœur Isabelle était à cette époque la maîtresse du roi. Galéran est libéré en 1129, et par la suite on retrouve fréquemment ensemble les jumeaux à la cour royale. Robert est alors en très haute faveur auprès du roi.

### Sous le règne d'Étienne
En 1135, les deux frères sont au chevet d'Henri Ier lors de sa mort. La succession est promise à Mathilde l'Emperesse, la fille du roi, mais Étienne de Blois usurpe le trône en prétendant que le roi a changé d'avis sur son lit de mort. Il s'ensuit une guerre civile pour la couronne d'Angleterre. Les jumeaux se rallient au nouveau roi. Pendant les deux premières années du règne, Robert doit protéger l'honneur de Breteuil en Normandie contre Guillaume de Pacy qui s'est allié au mari de Mathilde, Geoffroy Plantagenêt, pour récupérer son héritage qu'il a perdu en 1118. En juin 1136, il persuade son frère d'attaquer Pont-Saint-Pierre, le centre des possessions de son rival Roger III de Tosny. La place est capturée. Il retourne en Angleterre avec Étienne, après la visite de ce dernier en Normandie en mars 1137. Durant son absence, sa ville de Breteuil est mise à sac par les Tosny, et ses vassaux entrent en conflit. Il revient en Normandie avec son frère en mai 1138, et ensemble ils capturent Roger III de Tosny. Le conflit entre les deux camps est arrangé avec un mariage de leurs enfants.
L'importance des deux Beaumont à la cour ne cesse de grandir. En 1139, ils convainquent le roi de se débarrasser du justicier Roger, évêque de Salisbury. Le roi Étienne manque d'autorité, ce qui précipite, en septembre 1139, le royaume dans un état « d'anarchie » comme dans le duché de Normandie. Robert entre en conflit avec Robert de Gloucester, le fils bâtard d'Henri Ier et principal soutien de l'Emperesse à partir de 1138. Son port de Wareham et ses possessions dans le Dorset sont saisis par Gloucester lors de la première campagne de la guerre. En 1140, le roi donne à Robert la ville et le château d'Hereford, peut-être en compensation, peut-être aussi pour que le comte y fasse respecter l'autorité du roi. Les historiens débattent si cette concession n'est pas en fait l'offre du comté. Quoi qu'il en soit, c'est l'Emperesse qui tient la région et elle désigne Miles de Gloucester comte d'Hereford. Probablement, à la fin 1139, Robert refonde la collégiale de son père, l'église Sainte-Marie de Castro à Leicester comme une abbaye augustinienne. À la fin de l'année 1140, Robert est en Normandie, essayant de contenir les incursions angevines sur le centre de la Normandie, avec l'aide du comte Rotrou III du Perche.
La bataille de Lincoln (2 février 1141) voit la capture et l'emprisonnement du roi Étienne. Bien que Galéran continue vaillamment le combat royaliste durant l'été, il finit par capituler devant l'Emperesse et part en Normandie faire la paix avec le mari de Mathilde, Geoffroy Plantagenêt, le comte d'Anjou.
Quant à Robert, il était déjà en Normandie depuis 1140 essayant de contenir l'invasion angevine. C'est lui qui négocie les termes de la reddition de son frère mais dès qu'il quitte la Normandie pour rejoindre l'Angleterre, ses possessions normandes sont confisquées et servent à récompenser les fidèles normands de l'Emperesse. Le comte de Leicester reste dans son comté anglais le reste du règne d'Étienne, consacrant son énergie à étendre son contrôle dans les Midlands par les armes ou par des alliances. Dans son comté, il s'approprie notamment les terres appartenant au diocèse de Lincoln et se débarrasse de la présence du comte de Chester dans la vallée de la Soar et à Charnwood. Quand Robert de Gloucester meurt en 1147, Robert de Leicester conduit le mouvement parmi les plus grands barons du royaume pour négocier des traités privés dans le but d'établir la paix dans leurs régions. Cette démarche est accélérée par le départ de Mathilde l'Emperesse en Normandie, et terminée en 1149. Il conclut donc des traités avec ses voisins pour se protéger, et même des traités de non-agression avec les leaders du parti angevin Guillaume, le 2e comte de Gloucester et Roger FitzMiles, le 2e comte d'Hereford, dans le but de protéger les possessions de son frère dans le comté de Worcester. En 1151, il intervient pour faire échouer la tentative du roi de s'emparer de la ville de Worcester.
Bien qu'il ait été officiellement un soutien du roi, il semble qu'il y ait peu de contact entre Étienne et lui, et qu'il soit détaché de son parti. En janvier 1153, la venue en Angleterre du duc de Normandie, Henri Plantagenêt, fils de Mathilde, est une grande opportunité pour le comte Robert. Ils négocient probablement un accord : le comte le soutiendra si le duc le restaure dans ses biens normands. En juin 1153, ils célèbrent la Pentecôte ensemble au château de Leicester. En juin 1153, Robert est déjà l'un des principaux conseillers du duc. Il joue très probablement un rôle important dans les négociations qui aboutissent en novembre 1153 au traité de Wallingford entre les deux camps. Il retourne ensuite en Normandie avec le duc, et quelques mois plus tard la mort d'Étienne est annoncée.

### Sous le règne d'HenriII
Henri Plantagenêt devient roi d'Angleterre en octobre 1154. Robert est nommé aux fonctions de sénéchal héréditaire d'Angleterre et de Normandie[réf. nécessaire] et de co-justiciar du royaume. Ce dernier office donne au comte le contrôle de l'administration, que le roi soit présent ou non dans le royaume. À ce poste, il s'entoure d'un jeune collègue Richard de Lucy, un autre ancien serviteur du roi Étienne. Le comte remplit sa fonction pendant quatorze ans et gagne le respect de l'émergente bureaucratie angevine. Ses avis sont repris par les clercs érudits et son propre savoir est hautement loué. Il joue quasiment le rôle d'un vice-roi, pendant les absences du roi entre décembre 1158 et janvier 1163, puis encore en 1165. Son nom apparaît en haut de la constitution de Clarendon, et c'est lui qui annonce à Thomas Becket sa sentence par la cour royale au concile de Northampton (1164). Il réussit à échapper à l'excommunication probablement parce que Becket le voit comme un possible médiateur.
Sa famille reçoit d'autres récompenses pour ses services, notamment son fils et héritier Robert obtient l'autorisation d'épouser Pétronille, l'héritière de la famille de Grandmesnil, qui a d'importants domaines dans le Leicestershire.
Il meurt le 5 avril 1168 à Leicester. Sur son lit de mort, il est reçu chanoine de Leicester et son enterrement à donc lieu dans le chœur de l'abbaye. Son cœur embaumé est enterré à l'hôpital de la ville de Brackley.

### Patronage d'églises

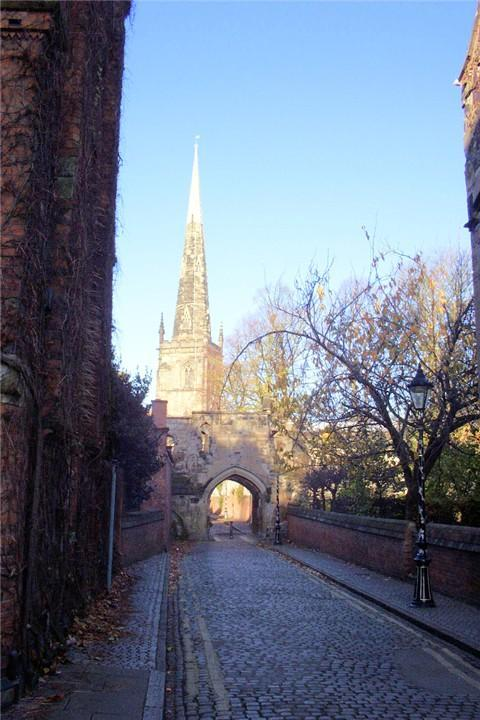
Église collégiale de Saint-Marie de Castro.

En plus de l'abbaye Sainte-Marie de Pré à Leicester, le comte fonde l'abbaye cistercienne de Garendon en 1133, le prieuré de Nuneaton (ordre de Fontevraud) entre 1155 et 1160, le prieuré de Luffield et l'hôpital de Brackley. Il recrée la collégiale de Saint-Marie de Castro comme dépendance de l'abbaye de Leicester autour de 1164, après l'avoir supprimée en 1139. Vers 1139, il refonde la collégiale de Wareham comme prieuré de son abbaye normande de Lyre. Ses fondations principales en Normandie sont le prieuré du Désert dans la forêt de Breteuil et un grand Hôtel-Dieu à Breteuil-sur-Iton. Enfin, il dote généreusement l'abbaye bénédictine de Lyre, le plus ancien monastère de l'honneur de Breteuil.

### Réputation
Pour C. Tyerman, contrairement à son frère qui était impétueux, Robert était renommé pour sa patience et sa prudence. Dans l'ombre de son frère jusqu'aux années 1140, il réussit à construire lentement une des plus importantes baronnies d'Angleterre. Il était aussi réputé comme administrateur, négociateur et avocat. Richard FitzNeal dit de lui qu'il était « un homme au jugement fiable, bien éduqué, expérimenté dans les affaires légales ». Le roi avait une absolue confiance en lui, car il lui donna les rênes de l'administration. FitzNeal écrit même qu'il le mit « non seulement à la tête des finances mais même du royaume tout entier ». Pour Tyerman, sa carrière montre bien que décrire l'histoire du royaume comme une opposition entre le roi et ses barons est un cliché qui ne tient pas la route.

## Famille et descendance
Après 1120, il épouse Amicie de Montfort († vers 1168), fille de Raoul II de Gaël, seigneur de Gaël, de Montfort (Bretagne) et de Breteuil, petite-fille de Raoul de Gaël, comte de Norfolk et de Suffolk, qui fut chassé d'Angleterre pour trahison par Guillaume le Conquérant. À la mort de son mari, elle prend le voile.
Amicie était la promise de Richard de Lincoln, un fils illégitime du roi Henri Ier avant qu'il ne meure dans le naufrage de la Blanche-Nef. Ils eurent 4 enfants :
- Hawise († 24 avril 1197), épousa Guillaume fitz Robert († 1183), 2e comte de Gloucester, fils de Robert de Gloucester, en 1150 ;
- Robert III dit Blanches mains († 1190), 3e comte de Leicester ;
- Isabelle († après 1188), qui épousa :
  1. Simon II de St Lyz, comte d'Huntingdon et Northampton, avant 1138,
  2. Gervase Paynel de Dudley († 1194) ;
- Marguerite (1125 – après 1185), épousa Raoul IV de Tosny.